# 卡梅拉诺卡萨斯科
卡梅拉诺卡萨斯科（義大利語：Camerano Casasco），是意大利阿斯蒂省的一个市镇。总面积6.69平方公里，人口518人，人口密度77.4人/平方公里（2009年）。ISTAT代码为005016。